# Microkini

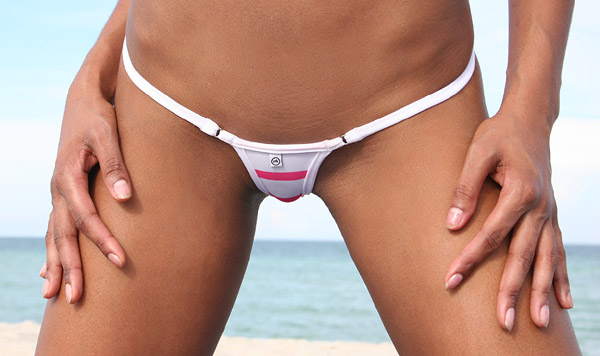
Microkini vu de l'avant.

Le microkini (ou string de bain) est une variante du bikini qui consiste à remplacer la culotte par un string. C'est le maillot de bain le plus minimaliste qui existe puisqu'il ne recouvre qu'une infime partie du pubis et qu'il laisse apparaître les fesses.
De la même manière que pour la lingerie, il existe de multiples formes de string pour le microkini : string triangle, ficelle, etc. Dans le cas où la culotte est un tanga ou un slip brésilien, on parlera plutôt de maillot de bain brésilien.

## Origine
Les origines du microkini moderne remontent au début des années 1970 à Venice en Californie où, à la suite d'une loi interdisant la pratique du nudisme, les habitués de la plage se mirent à fabriquer leurs propres maillots de bain, minuscules et juste suffisants pour ne pas enfreindre la loi. Ces maillots de bain artisanaux n'étaient souvent faits que de petites chutes de tissu grossièrement assemblées à l'aide de fine ficelle ou de fil de pêcheur.
Vers 1975 une boutique de bikinis locale s'empara de l'idée et commença à produire des versions plus pratiques faites de tissus modernes. Bientôt plusieurs actrices de films érotiques se mirent à porter les produits de cette boutique dans leurs films et lancèrent cette mode.

## Microkini et société
Longtemps réservé aux salles de bronzage, le string de bain s'est progressivement invité dans les piscines (pour celles qui l'acceptent) et surtout sur les plages. Outre l'avantage de réduire au plus strict minimum les traces de bronzage, c'est aussi son côté séducteur et sexy qui pousse à le porter en public.
À partir de 2014, le port du maillot de bain étroit est facile et habituel à la plage, en bords de lacs ou piscines, mais généralement pas sur les plages nudistes, où le port de vêtements est interdit.
S'il est difficile à interdire sur les plages, le string a cependant beaucoup de difficultés à se faire une place dans les piscines du fait de sa connotation affriolante. Ainsi, le string de bain a été interdit par arrêté municipal sur Paris Plages 2006 par le maire de la ville, Bertrand Delanoë. Ce dernier estimait que le string représentait une tenue indécente et cette interdiction avait pour but de « se conformer aux bonnes mœurs, à la tranquillité, à la sécurité et à l’ordre public. » L'amende encourue par les contrevenants était de 38 euros.

## String de bain pour hommes
(juillet 2017).
Si c'est surtout auprès des femmes que le string a obtenu ses succès, il existe également pour les hommes. De la même manière, on peut également trouver des maillots de bain en forme de string pour les hommes. Beaucoup plus difficile à se procurer, il ne rencontre pas le succès commercial de son homologue féminin.
Sa connotation homosexuelle est le principal facteur qui freine sa progression.

## Le microkini et le corps
Certaines personnes préfèrent s'épiler le pubis, en partie ou totalement, pour porter un string comme maillot de bain.